# جوهانس ثيودور راينهارد
جوهانس ثيودور راينهارد (بالدنماركية: Johannes Theodor Reinhardt)‏ هو أستاذ جامعي وعالم حيوانات دنماركي، ولد في 3 ديسمبر 1816 في كوبنهاغن في الدنمارك، وتوفي في 23 أكتوبر 1882 في فريدريكسبرغ في الدنمارك.